# Opdyke West, Texas
Opdyke West là một thị trấn thuộc quận Hockley, tiểu bang Texas, Hoa Kỳ. Năm 2010, dân số của thị trấn này là 174 người.

## Dân số
- Dân số năm 2000: 188 người.
- Dân số năm 2010: 174 người.